# Fender Jaguar
Fender Jaguar je kitara, ki se je pojavila leta 1962. Ta kitara je bila namenjena za surf rock kitariste šestdesetih. Ponovno je pridobila veliko popularnost v devetdesetih, saj so jo uporabljali alternativni rock kitaristi. Ima značilen lebdeč zvok, votel in poseben. Njen trup je pravzaprav trup kitare Fender Jazzmaster, le da ima Jaguar kratkoskalni vrat in druge magnete.

## Jaguar kitaristi
- Kevin Shields (My Bloody Valentine)
- Ira Kaplan (Yo La Tengo)
- Brian Molko (Placebo)
- Gavin Rossdale (Bush)
- James Dean Bradfield (Manic Street Preachers)
- Graham Coxon (Blur)
- Jonny Buckland (Coldplay)
- Win Butler (Arcade Fire)
- Robert Smith (The Cure)
- James Fallon (Shutter-Speed)
- Boyan Chowdhury (The Zutons)
- Yuri Landman (Avec-A)
- Greg Camp (Smash Mouth)
- Kurt Cobain (Nirvana)
- Frank Black (Pixies)
- John Frusciante (Red Hot Chili Peppers)
- Rowland S. Howard
- Joshua Third (The Horrors)
- Thurston Moore (Sonic Youth)
- Lee Ranaldo (Sonic Youth)
- Tom Verlaine (Television)
- Matt Gooderson (Infadels)
- Will Sergeant (Echo and the Bunnymen)
- Michael Jurin (Stellastarr*)
- Jonathan Donahue (Mercury Rev)
- Stephen Malkmus (Pavement)
- Bo Madsen (Mew)
- Kelly Jones (Stereophonics)
- Hyde (L'Arc-en-Ciel)
- Paul Banks (Interpol)